# Joaquín Alonso González
Joaquín Alonso González (Oviedo, 6 de juny de 1956) és un exfutbolista asturià, que ocupava la posició de migcampista.

## Trajectòria
Durant la seua carrera professional només va militar a l'Sporting de Gijón, club en el qual va formar entre 1977 i 1992. En total, va sumar 479 partits de Lliga amb els asturians i 679 partits en totes les competicions, així com 65 gols, 8 d'ells a la campanya 86/87.
Va ser internacional espanyol en 18 ocasions, tot marcant un gol. Va participar en el Mundial d'Espanya de 1982. Dos anys abans, va estar present als Jocs Olímpics de Moscou.